# Leonel Power
Leonel Power, né entre 1370 et 1385 et mort le 5 juin 1445, est un compositeur anglais de la fin du Moyen Âge et du début de la Renaissance. Il est, avec John Dunstable, l'une des plus importantes figures de la période de l'histoire de la musique nommée contenance angloise, (début du XVe siècle.)

## Biographie
Sa vie est mal connue ; des documents du début des années 1440 indiquent qu'il serait originaire du Kent. À partir d'une analyse stylistique de sa musique et de l'âge qu'il avait probablement en exerçant telle ou telle charge, on a pu établir qu'il était né entre 1380 et 1385. Il a enseigné auprès des choristes de la chapelle de Thomas de Lancastre, mort en 1421. On sait également qu'il a rejoint la fraternité de la cathédrale de Canterbury ; il y a probablement été maître de chœur. Il a peut-être également été employé par Jean de Lancastre. Plusieurs sources contemporaines rendent compte de son décès, survenu le 5 juin 1445 à Canterbury ; il a été enterré le lendemain.

## Œuvres
Environ quarante pièces lui sont attribuées, soit à peine moins qu'à Dunstable. Leonel Power est le compositeur le plus représenté dans le manuscrit Old Hall. 
Kyriale
- Kyrie, Gloria, Credo, Sanctus et Agnus Dei à trois voix sur « Rex seculorum » (également attribué à Dunstable)
- Kyrie, Gloria, Credo, Sanctus et Agnus Dei à trois voix (également attribué à Dunstable et à Johannes Benet)
- Gloria, Credo, Sanctus et Agnus Dei à trois voix sur « Alma Redemptoris Mater »
- Gloria et Credo pour quatre à cinq voix
- Gloria et Credo pour trois voix (sur les antiennes des laudes pour la fête de saint Thomas Becket
- Sanctus et Agnus Dei pour trois voix (sur le Sanctus II et l'Agnus VII du rite de Sarum)
- Sanctus et Agnus Dei pour quatre voix (sur le Sanctus III et l'Agnus XII du rite de Sarum)

Autres pièces
- Alma redemptoris mater (deux versions à trois voix, également attribuées à Dunstable)
- Anima mea liquefacta est (de la messe Christus resurgens)  pour deux à trois voix
- Anima mea liquefacta est, pour trois voix
- Ave regina celorum pour trois voix
- Ave regina celorum pour quatre voix
- Beata progenies pour trois voix
- Beata viscera pour trois voix
- Gloriose virginis pour quatre voix
- Ibo michi ad montem pour trois voix
- Mater ora filium pour trois voix
- Quam pulchra es pour trois voix
- Regina celi pour trois
- Salve mater Salvatoris pour trois voix (également attribué à Dunstable)
- Salve regina pour trois voix (paraphrase du plainchant Alma redemptoris)
- Salve regina pour trois voix
- Salve sancta parens (de la messe Virgo prudentissima) pour trois voix

## Discographie
- Power - Dunstaple - Masses and Motets, The Hilliard Ensemble, Virgin, 1982, 1984, 2012